# Eudorylas terminalis
Eudorylas terminalis är en tvåvingeart som först beskrevs av Thomson 1869.  Eudorylas terminalis ingår i släktet Eudorylas och familjen ögonflugor. Arten är reproducerande i Sverige. Inga underarter finns listade i Catalogue of Life.